# Episodi di Riviera (terza stagione)
La terza e ultima stagione della serie televisiva Riviera, composta da otto episodi, è stata resa disponibile nel Regno Unito il 15 ottobre 2020 su Sky Box Sets e Now TV.
In Italia, la stagione è andata in onda in prima visione sul canale satellitare Sky Atlantic dal 25 novembre al 16 dicembre 2020.
| nº | Titolo originale | Titolo italiano | Pubblicazione UK | Prima TV Italia  |
| -- | ---------------- | --------------- | ---------------- | ---------------- |
| 1  | Episode 1        | Episodio 1      | 15 ottobre 2020  | 25 novembre 2020 |
| 2  | Episode 2        | Episodio 2      | 15 ottobre 2020  | 25 novembre 2020 |
| 3  | Episode 3        | Episodio 3      | 15 ottobre 2020  | 2 dicembre 2020  |
| 4  | Episode 4        | Episodio 4      | 15 ottobre 2020  | 2 dicembre 2020  |
| 5  | Episode 5        | Episodio 5      | 15 ottobre 2020  | 9 dicembre 2020  |
| 6  | Episode 6        | Episodio 6      | 15 ottobre 2020  | 9 dicembre 2020  |
| 7  | Episode 7        | Episodio 7      | 15 ottobre 2020  | 16 dicembre 2020 |
| 8  | Episode 8        | Episodio 8      | 15 ottobre 2020  | 16 dicembre 2020 |

## Episodio 1
- Diretto da: Paul Norton Walker
- Scritto da: John Jackson

### Trama
È trascorso un anno dall'incendio al forte. Georgina, che ora si fa chiamare con il cognome da nubile (Ryland), insegna all'università di Londra e sta cercando di lasciarsi alle spalle le ombre che intaccano la sua reputazione. Al termine di una lezione è avvicinata dal noto esperto d'arte Gabriel Hirsch che le propone di lavorare al suo fianco, recuperando opere d'arte sottratte dai nazisti a una famiglia olandese durante la seconda guerra mondiale. La coppia si trasferisce a Venezia, dove il noto ricettatore Luca Aliperti ha appena acquistato un Picasso frutto di una vendita forzata dal contesto bellico. Georgina presenta ad Aliperti l'ordinanza del giudice che ordina la confisca del dipinto e la sua restituzione al nipote del proprietario. Usciti dalla festa, Georgina e Gabriel sono inseguiti da un uomo che parla spagnolo e pretende qualcosa che i due avrebbero indebitamente sottratto. Gabriel ingaggia un corpo a corpo con l'uomo ma rischia di essere sopraffatto, per salvarlo Georgina spara all'uomo uccidendolo, dall'esame del cellulare in suo possesso non emergono riscontri circa la sua identità.
Quando tornano in albergo, Georgina e Gabriel scoprono di essere ricercati da Aliperti e i suoi uomini, alcuni dei quali parlano spagnolo e non sembrano essere suoi sgherri. Tra di loro c'è un giovane ragazzo di nome Cesar, figlio del sindaco di Buenos Aires Victor Alsina Suarez. Costui sta terminando il suo mandato, con scarse possibilità di essere rieletto, tra forti contestazioni di piazza animate dal carismatico sacerdote Padre Enrique Romero. Frugando tra gli oggetti di Gabriel, Georgina trova un rosario che il compagno ha sottratto dall'abitazione di Aliperti, al cui interno è nascosto un bigliettino con scritto "Margherita sei sempre nel mio cuore e lo sarai per l'eternità", firmato Enrique. Mentre Gabriel rientra in albergo, trovando la loro stanza messa a soqquadro, Georgina si reca da Aliperti per provare a negoziare un accordo. Qui però trova il ricettatore italiano ucciso da un colpo alla testa. Tornata al suo alloggio, Georgina sente la presenza di Cesar che è venuto a cercarla e riesce a nascondersi. Ascoltando un messaggio di Cesar nella segreteria telefonica del cellulare appartenuto all'uomo che la sera prima ha cercato di ucciderli, Georgina scopre che costui si chiamava Ricardo. Nel frattempo, Gabriel è bloccato da Ellen Swann, una donna conosciuta la sera prima alla festa di Aliprendi, che gli ordina di seguirla.
Georgina riceve la telefonata di Gabriel che le spiega di essere stato catturato e di trovarsi a Saint-Tropez, dove è richiesta la sua presenza. Georgina è quindi costretta a tornare in Francia, lì dove i suoi guai sono cominciati.

## Episodio 2
- Diretto da: Paul Norton Walker
- Scritto da: John Jackson

### Trama
Uscita dal negozio di un'antiquaria che ha valutato il rosario, Georgina è vittima di un borseggiatore che fortunatamente si scontra con un uomo e abbandona la borsa prima di dileguarsi. Intenta a raccogliere i suoi effetti personali, Georgina si imbatte in Nico Eltham, a Saint-Tropez per partecipare all'annuale regata. Georgina raggiunge Gabriel, apprendendo che non si trova affatto in detenzione, bensì è ospite della facoltosa imprenditrice Alexandra Harewood. Gabriel ha contrattato con lei di venderle il rosario a 2000000 €, cifra ben inferiore rispetto a quella stimata dall'antiquaria. Intanto, a Venezia è ripescato il cadavere di Ricardo e Victor ordina al figlio Cesar di raggiungere immediatamente suo fratello a Saint-Tropez. Victor ha contratto la malattia del motoneurone, con pochissime speranze di sopravvivere. Recatosi alla tomba della defunta moglie, Victor le promette che, a qualsiasi costo, riuscirà a finire quello che ha iniziato.
Georgina incontra Daphne in compagnia del suo nuovo fidanzato Dario Alsina Suarez, primogenito di Victor nonché fratello maggiore di Cesar. Alexandra rivendica i propri diritti sul rosario, dicendosi finanche disposta a modificare la cifra pattuita con Gabriel, ma Georgina vuole prima accertarsi che non vi siano aventi diritto. Cesar uccide l'antiquaria con cui Georgina e Gabriel avevano appuntamento. Nico invita Georgina a salire a bordo della sua barca che sfiderà quella di Alexandra. Durante la regata, Nico propone a Georgina di dare a lui il rosario, garantendole che lo farà avere a una persona diversa da Alexandra. Dario e Cesar sequestrano Gabriel, rivelando a Georgina di essere fratelli e obbligandola a farsi dare il rosario. Dario riparte per l'Argentina, mentre per ordine paterno Cesar deve restare a Saint-Tropez. Victor si reca in una periferia di Buenos Aires, sfidando Padre Enrique davanti ai suoi elettori e avvertendolo che presto il suo momento di gloria finirà.
Georgina e Gabriel affrontano Cesar alla festa di Alexandra, la quale rivela di essere un'ottima amica di suo padre e fa capire loro che il ragazzo gode della sua protezione. Daphne capisce che suo fratello Nico si è messo nuovamente nei guai, oltre ad averla costretta a non frequentare più Georgina. Daphne cammina sul bordo piscina, lasciandosi cadere in acqua.

## Episodio 3
- Diretto da: Paul Norton Walker
- Scritto da: Matt Evans

### Trama
Georgina e Gabriel assistono alla caduta di Daphne, prestandole soccorso. Nico vuole che la sorella riprenda ad assumere i suoi farmaci, accusandola di voler stare sempre al centro dell'attenzione. Daphne però ha tutt'altri piani e trascorre la notte in discoteca con Cesar. Il mattino seguente Daphne decide di partire per Buenos Aires, trascorrendo un periodo di riposo al fianco di Dario. Indagando su Victor Suarez, Georgina appura che sta affrontando la difficile campagna per la rielezione a sindaco di Buenos Aires, con la piazza in subbuglio per l'omicidio poco chiaro di un ragazzo in periferia, Thomas Castillo. Un altro elemento che la incuriosisce molto sono i rapporti stretti tra Suarez e Alexandra Harewood, ma non risultano collegamenti evidenti tra le numerose aziende di proprietà della donna e l'Argentina.
Daphne insiste per uscire a pranzo con Georgina, dopodiché la accompagna nella sua stanza d'albergo per mostrarle che ha ucciso Nico. Georgina prende in mano la situazione, disfandosi del cadavere di Nico e chiedendo a Daphne di fingere con Cesar che non sia successo nulla. Alexandra ottiene informazioni sul passato di Georgina. Dario consegna il rosario a suo padre, da cui estrae il bigliettino con cui potrà incastrare Padre Enrique. Una zia di Enrique gli conferma che la Margherita di cui parla nel messaggio era una cameriera di cui il nipote si era invaghito, ma Margherita è morta e del delitto è sospettato lo stesso prete. Enrique è portato via da uomini della scorta di Victor. Il sindaco lo costringe a raccontare pubblicamente la "verità" sulla morte di Thomas Castillo, vale a dire una versione di comodo decisa dallo stesso Victor per nascondere le proprie responsabilità.
Georgina pretende di sapere da Alexandra cosa sta succedendo. La donna risponde che ha oltrepassato il segno, facendola narcotizzare dalla sua collaboratrice Ellen.

## Episodio 4
- Diretto da: Sarah Harding
- Scritto da: Matt Evans

### Trama
Georgina si risveglia in una clinica psichiatrica di proprietà di Alexandra. Costei è riuscita a ottenere un'ordinanza del giudice per farla internare fino a quando non avrà superato il "trauma" di cui è afflitta. La dottoressa Emilie Mathieu, direttrice della clinica, fa leva sull'imperturbabilità di Georgina per dimostrare come non sia in grado di affrontare serenamente gli errori del suo passato. Daphne non crede affatto alla storiella propinatale da Ellen a proposito del crollo nervoso di Georgina. Dopo aver passato al setaccio tutte le cliniche della Harewood, Daphne riesce a trovare quella in cui è ricoverata Georgina e ottenere una visita. Daphne però non ha intenzione di aiutare Georgina, anzi sostiene che il soggiorno in clinica le farà bene, vista la freddezza con cui ha gestito la faccenda di Nico. Georgina ha una piccola reazione, esagerata da Daphne affinché le sia aumentato il dosaggio di farmaci e le vengano impedite nuove visite. A Buenos Aires, Padre Enrique appare in televisione per dichiarare che la morte di Thomas è dovuta a un non diagnosticato problema cardiaco del ragazzo, connesso all'uso di droga.
Nico appare a Georgina per dirle che è lei stessa l'artefice della sua situazione, avendo distrutto numerose vite, e auspica che non la liberino mai più. Gabriel è preoccupato per la scomparsa di Georgina, ma Daphne prova a convincerlo a lasciarla perdere. Georgina riesce a raggiungere i suoi effetti personali, recuperando il cellulare e telefonando a Gabriel, il quale però si trova in compagnia di Daphne che gli butta il cellulare nel cestello dello champagne. Georgina riesce a lasciargli un messaggio in segreteria prima di essere raggiunta da un'infermiera. La dottoressa Mathieu definisce Georgina una sociopatica molto pericolosa, ancora preda della schizofrenia della madre, e che per una diagnosi completa ci vorrà parecchio tempo. Una volta asciugato il cellulare, Gabriel ascolta il messaggio di Georgina e raggiunge la clinica, venendo respinto dal personale medico. La malattia di Victor sta peggiorando e la dottoressa gli ordina riposo assoluto. Dario insiste affinché il padre ritiri la sua candidatura, così si rivolge ad Alexandra che però gli risponde negativamente perché Victor è destinato a realizzare un grande progetto.
Georgina decide di aprirsi con la Mathieu, rivelandole di aver commesso altri delitti oltre all'uomo di Venezia e di non provare alcun rimorso. Dopo aver colpito la dottoressa, Georgina usa il suo pass per abbandonare la clinica e farsi recuperare da Gabriel.

## Episodio 5
- Diretto da: Sarah Harding
- Scritto da: Steve Bailie

### Trama
Gabriel incarica un ragazzino di hackerare il computer di Alexandra. Ellen cade nella loro trappola, aprendo l'allegato malevolo e consentendo ai nemici di mettere le mani sul referto autoptico di Thomas Castillo che risulta chiaramente contraffatto. Ellen si accorge dell'intrusione e, interrotta la connessione, ordina a Cesar di andare a ucciderli, ma Georgina e Gabriel riescono a fuggire su un treno. Cesar li raggiunge a bordo, sparando a Gabriel, fortunatamente colpito a una spalla. Mentre un passeggero aziona il freno di emergenza, Gabriel colpisce Cesar con un estintore, disarmandolo. Prima di partire per l'Argentina, Gabriel vuole rassicurazioni da Georgina circa il suo stato di salute mentale, essendo rimasto turbato dalla diagnosi di sociopatica datale dalla dottoressa Mathieu.
La mossa di Padre Enrique non ha sortito effetti significativi sui sondaggi, così Victor decide di andare a caccia del voto dei giovani, un elettorato sul quale ha avuto poca presa. Victor promette ai ragazzi che, se sarà rieletto, darà a ognuno di loro una somma di 5000 $ per dare una svolta alla vita difficile della periferia. Nel corso di un dibattito televisivo contro la sua avversaria, Victor è informato in diretta che suo figlio Cesar sta rientrando dalla Francia in precarie condizioni. Victor ringrazia Georgina e Gabriel perché il loro arrivo ha interrotto un dibattito che altrimenti lo avrebbe visto sicuramente perdente, tuttavia li minaccia di ripartire il mattino successivo senza ficcanasare nei suoi traffici. Approfittando dell'unica giornata di "turismo" concessa dal sindaco, Georgina e Gabriel si recano dalla madre di Thomas che mostra loro gli estratti conto del figlio, dai quali emerge che il ragazzo era stipendiato dal prestigioso circolo di polo presso cui lavorava. Come sospettava Georgina, la principale finanziatrice del circolo è Alexandra.
Georgina e Gabriel salgono un taxi, ignorando di essere seguiti da uomini di Victor.

## Episodio 6
- Diretto da: Óskar Thór Axelsson
- Scritto da: Damian Wayling

### Trama
Il giorno delle elezioni, mentre Victor e Alexandra attendono con trepidazione l'esito delle urne, Georgina e Gabriel provano a convincere Juliana, la madre di Thomas Castillo, a testimoniare contro il sindaco. Usciti dalla casa della donna, i due incappano in un ragazzo che dice di avere informazioni su Thomas, però li mette in guardia dagli uomini di Victor che li stanno seguendo. Al termine di un rocambolesco inseguimento, Georgina si reca all'appuntamento con l'informatore. Costui dice di chiamarsi Rodolfo e le spiega che ha conosciuto Thomas durante un trial della Cirsium Industries, una corporation che pagava volontari disposti a farsi iniettare dei farmaci sperimentali. Quando vede arrivare uno sgherro di Victor, Rodolfo fugge e finisce contro una macchina.
Georgina e Gabriel si presentano alla Cirsium, dopo aver saputo che anche questa rientra nel vasto patrimonio aziendale di Alexandra. Ad accoglierli trovano Ellen che ha deciso di tradire il suo capo, sbugiardandola quando il dottor Gonzalez, un medico della struttura, rivelerà i risultati delle sperimentazioni. Ellen vuole che Georgina partecipi all'eventuale festa della vittoria di Victor, facendo credere ad Alexandra di aver cambiato idea e che adesso appoggia la sua iniziativa. Victor è rieletto sindaco e nel discorso della vittoria tende la mano agli avversari. Victor comunica a Dario che intende nominarlo suo procuratore, in modo tale che possa subentragli quando sarà venuto il momento. Alexandra ordina al dottor Gonzalez di uccidere Rodolfo, ricoverato in gravi condizioni dopo l'incidente, affinché non possa più parlare. Georgina arriva al party di Victor, recitando il copione concordato davanti ad Alexandra, lieta che finalmente abbia deciso di schierarsi dalla sua parte e facendole notare che come lei è disposta a tutto, finanche sacrificare vite umane, pur di raggiungere i loro scopi.
Victor raggiunge la festa, concedendosi ai suoi sostenitori. In quel momento due persone a bordo di una motocicletta sparano una serie di colpi contro il neoeletto sindaco.

## Episodio 7
- Diretto da: Óskar Thór Axelsson
- Scritto da: Catherine Tregenna

### Trama
Victor non sopravvive all'attentato, la cui responsabilità è rivendicata da Juliana Castillo quale mandante dei killer che hanno ucciso il sindaco. Dario assume la procura degli affari di famiglia, indispettendo Cesar per quello che considera l'ennesimo sgarbo da parte del defunto genitore che ha sempre avuto occhi solo per il fratello maggiore. Gabriel rivela a Georgina che il farmaco sperimentato dalla Cirsium avrebbe potuto salvare sua moglie, morta anni prima a causa di una forma di demenza precoce. Daphne teme di non riuscire a gestire il doppio stress delle morti di Victor e Nico, così chiede aiuto a Georgina che ovviamente, considerati i loro recenti trascorsi in Francia, le volta le spalle.
Non riuscendo a mettersi in contatto con Ellen, Georgina decide di pedinarla fino a casa sua, dove vive con la madre. Georgina scopre che Ellen in realtà si chiama Sarah Akuffo, ma ha dovuto adottare un nome falso per non essere riconosciuta da Alexandra. Il padre di Sarah era il direttore di una casa farmaceutica che conduceva importanti studi sulle malattie degenerative, ma l'azienda è stata assorbita da Alexandra e, due mesi più tardi, il padre di Sarah è morto suicida. Il dottor Gonzalez presenta ad Alexandra, appena uscita dall'ospedale dopo essere rimasta ferita nell'attentato, i risultati della sperimentazione, ingolosendo la Harewood quando afferma che soltanto dodici cavie (tra le quali Thomas Castillo e Rodolfo) non hanno superato il test. Alexandra vorrebbe svelare pubblicamente la sua scoperta, dedicandola alla memoria di Victor, però Dario, che la incolpa per la morte del padre, lascia intendere che con lui non godrà più del rapporto privilegiato che aveva con suo padre. Sarah ha gioco facile nel convincere Alexandra a sbarazzarsi dei Suarez, lanciando subito il secondo trial, visto l'alto numero di volontari già pronti.
Georgina e Gabriel mettono Gonzalez alle strette sulla morte di Thomas Castillo. Il dottore rivela che Sarah gli chiese di somministrare al ragazzo una dose di farmaco notevolmente più potente. Questo li porta a concludere che l’obiettivo di Sarah è fare la stessa cosa durante il secondo trial, uccidendo tutti i volontari e vendicando così la morte del padre.

## Episodio 8
- Diretto da: Óskar Thór Axelsson
- Scritto da: Steve Bailie

### Trama
Georgina e Gabriel arrivano alla Cirsium, però Sarah dà l'ordine di imprigionarli in modo che non possano sabotare il suo piano. Alexandra convoca i giornalisti per annunciare il progetto di creazione di un campus medico a Buenos Aires, capace di dare prosperità al territorio, oltre agli straordinari risultati di studi clinici per combattere le principali malattie degenerative del cervello. Sarah piazza la dose rinforzata nella flebo di Thiago, uno dei giovani volontari del trial, lasciando che sia Alexandra ad azionarla e causare la morte del ragazzo in diretta mondiale. Nel frattempo, Georgina e Gabriel sono riusciti a liberarsi dalla loro prigione e allertano Alexandra di sospendere il trial. Nello stesso momento Thiago inizia ad avere un malore che gli risulterà fatale, mentre Sarah si era dileguata prima che accadesse il tutto, lasciando una lettera ad Alexandra. Allertata da Dario, la polizia arresta Alexandra e Sarah, quest'ultima dopo che si era rifiutata di salire con la madre a bordo dell'aereo che l'avrebbe condotta alla salvezza. Il bilancio finale del trial è di tre morti, ma anche di nove persone salvate grazie all'intervento di Georgina e Gabriel.
Cesar si complimenta con Georgina per il suo lavoro, invitando lei e Gabriel alla commemorazione funebre di Victor. Dario annuncia in televisione che suo padre ha collaborato con Alexandra Harewood, senza sapere quali fossero i veri propositi della Cirsium, nei confronti della quale sarà aperta un'inchiesta. Daphne esce dalla chiesa, chiedendo a Gabriel di starle vicino perché non se la sente di affrontare il giorno di lutto da sola. L'intenzione di Daphne è avvelenare Gabriel, così da telefonare a Georgina per farla venire al suo hotel. Daphne minaccia la donna di affogare Gabriel se non le dirà la verità sulla fine che ha fatto fare al cadavere di Nico. Non contenta della risposta, la donna getta Gabriel in acqua e Georgina lo salva, minacciando poi Daphne di non fare più del male a nessuno che ama.
Georgina e Gabriel, che durante la prigionia si sono notevolmente avvicinati dal punto di vista sentimentale, progettano la prossima tappa della loro nuova avventura.